# Rhagonycha drienensis
Rhagonycha drienensis es una especie de coleóptero de la familia Cantharidae.

## Distribución geográfica
Habita en los Balcanes.